# Basavapura, Honnali
Basavapura là một làng thuộc tehsil Honnali, huyện Davanagere, bang Karnataka, Ấn Độ.